# Kaufland
Kaufland (нім. вимова: [ˈkaʊ̯flant]) — німецька мережа гіпермаркетів зі штаб-квартирою в місті Неккарзульм, яка оперує 1 200 магазинами у Німеччині, Чехії, Словаччині, Польщі, Румунії, Болгарії, Хорватії та Молдові. У планах вихід на ринки Австралії.

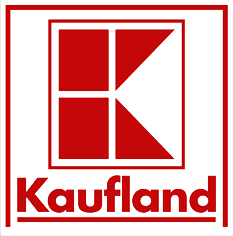
Логотип до 2016 року

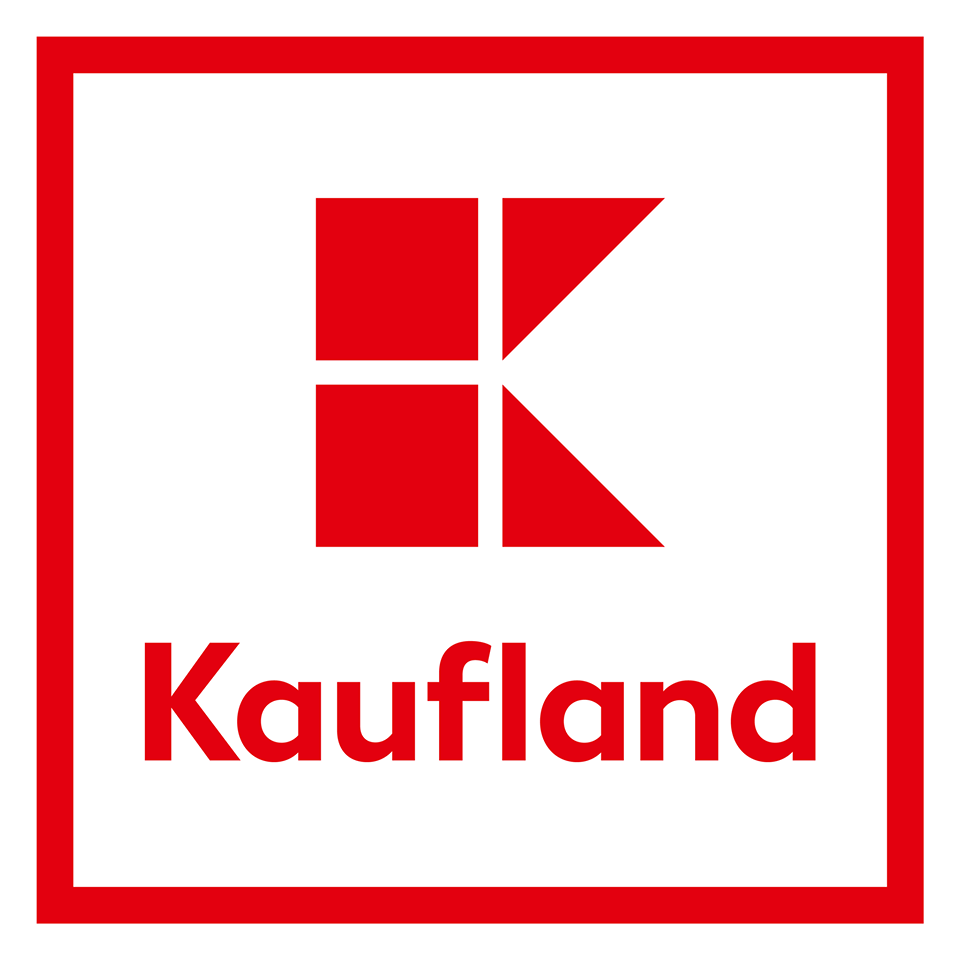
Логотип після 2016 року

Входить до складу групи компаній «Schwarz Gruppe».

## Передісторія
У 1930 році інвестор Йозеф Шварц став співзасновником та акціонером компанії «Südfrüchte Großhandlung Lidl & Co», яка згодом перейменована на «Lidl & Schwarz KG», яка розпочала діяльність у напрямку гуртової торгівлі.
Після Другої світової війни компанія була реорганізована. У 1954 році відійшла частина активів до «A & O-chain». Компанія «Handels-und Fruchthof Heilbronn GmbH» у свою чергу відкрила перший регіональний логістичний центр на півночі Вюртемберга. У 1964 році компанія розширила асортимент продукції, відкривши напрямок торгівлі м'ясними продуктами. У 1968 році перший магазин-дискаунтер відкритий в Бакнангу, який у 1977 році перетворений на гіпермаркет з однойменною назвою. Після смерті Йозефа Шварца в 1977 році його син Дітер Шварц взяв на себе компанією.

## Історія
У 1984 році в Неккарзульмі, місті, де з 1972 року розташований центральний офіс «Schwarz Gruppe», був відкритий перший гіпермаркет бренду «Kaufland».
Після возз'єднання Німеччини мережа «Kaufland» розширилася до східнонімецьких земель і розпочалася експансія на закордонні ринки. Перший східнонімецький магазин «Kaufland» був відкритий у Майсені в 1990 році, перший «Kaufmarkt SB Warenhaus» відкрився в 1994 році у Цвікау. У 1998 році в чеській Остраві відкритий перший маркет за межами Німеччини. У 2000-х роках компанія створила філії у Словаччині (з 2000 року), Хорватії (2001 року), Польщі (2001 року), Румунії (2005 року), Болгарії (2006 року) та Молдові (2018 року).
У 2006 та 2007 роках у Німеччині здійснено поглиннаня ряду дрібних ритейлерів та окремих магазинів інших великих торгових мереж. У лютому 2009 року мережа була працедавцем для 73 000 співробітників у Німеччині.
У грудні 2009 року «Kaufland» оголосила про будівництво нового м'ясопереробного комбінату в Гайльбад-Гайлігенштадті, що в Тюрингії, на загальну суму 85 мільйонів євро до 2013 року. Підприємство мало залучити 400 місцевих працівників для виробництва 45 000 тонн м'яса на рік для близько 600 магазинів мережі.
У січні 2010 року було оголошено, що «Karl Lupus GmbH & Co. KG», у рамках боротьби з монополіями, продала 12 магазинів мереж, якими оперували «Handels-Betriebe GmbH & Co. KG Rhein-Neckar» та Cash-&-Carry-Markt Lupus Food Service, де працювало 1400 працівників, ритейлеру «Kaufland».
У січні 2010 року мережа «Kaufland» придбала всі п'ять магазинів місцевої мережі «Schleckerland» в Егінгені, Гайслінген-ан-дер-Штайге, Темпе, Новому-Ульмі та Швебіш-Гмюнді, які були ребрендовані у «Kaufland». Мережа «Schleckerland» припинила існування.
З 2011 року всі магазини «Handelshof» повинні були перейти під бренд «Kaufland».
У листопаді 2016 року «Schwarz Gruppe» подала заявку на реєстрацію торгової марки «Kaufland» в Австралії. У вересні 2019 року «Kaufland» оголосив про плани відкриття 20 магазинів в Австралії. Але вже у січні 2020 року компанія оголосила, що покине Австралію, через два роки після придбання першого магазину та через шість місяців після початку роботи у своєму дистриб'юторському центрі. Було інвестовано близько 310 мільйонів євро і залучено понад 200 співробітників, однак магазини так і не були відкриті. Відкриття перших магазинів планувалося на 2019 рік, але дата запуску була перенесена на 2021 рік.
26 вересня 2019 року у столиці Молдови Кишиневі були відкриті перші два магазини мережі.

## Мережа

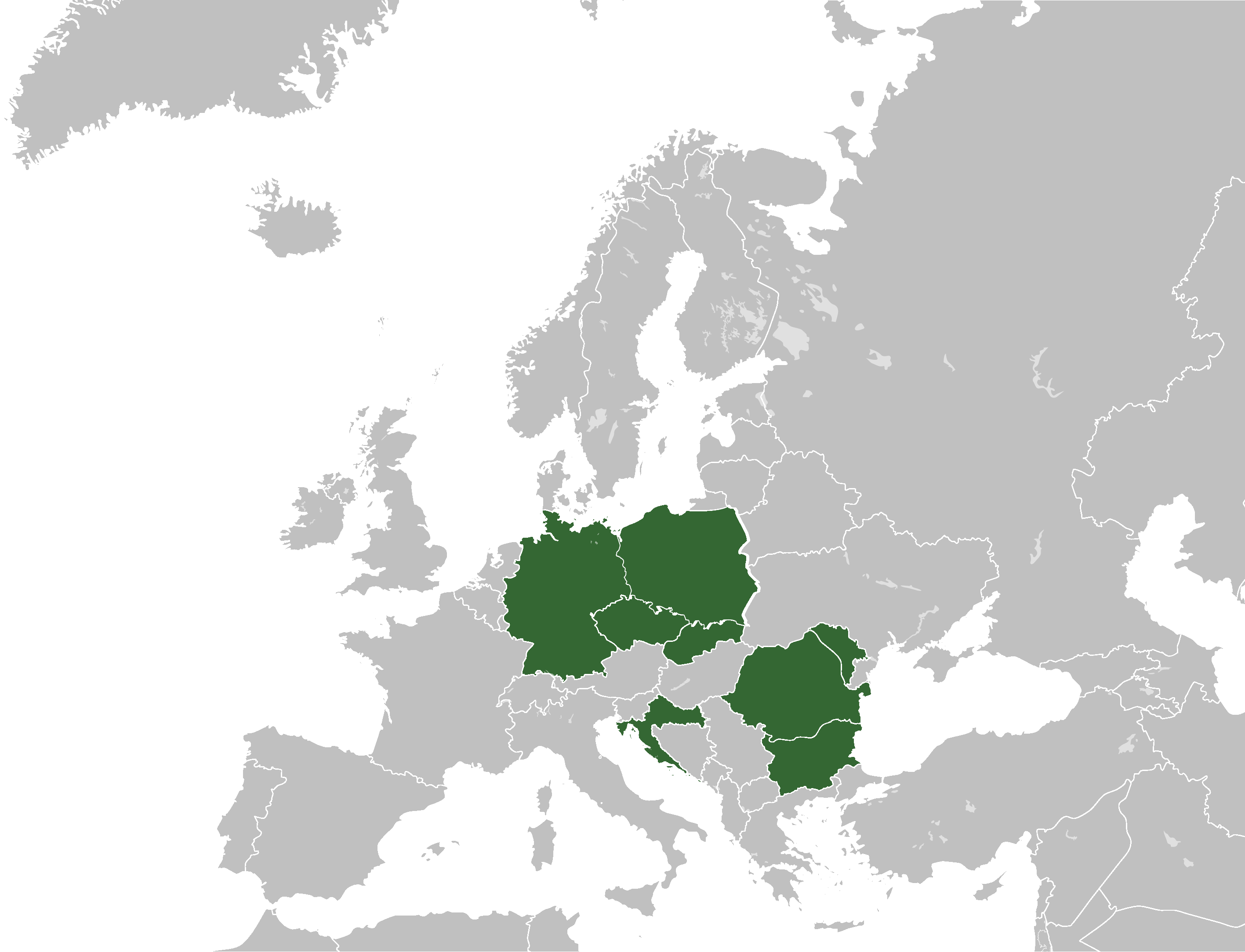
Країни, де представлена мережа «Kaufland»

Кількість магазинів у різних країнах (список):
| Країна     | Кількість торгових точок | Відкриття | Джерело |
| Німеччина  | 1000+                    | 1984      | [ 11 ]  |
| Польща     | 238                      | 2001      | [ 12 ]  |
| Румунія    | 168                      | 2005      | [ 13 ]  |
| Чехія      | 140                      | 1998      | [ 14 ]  |
| Словаччина | 75                       | 2000      | [ 15 ]  |
| Болгарія   | 63                       | 2006      | [ 16 ]  |
| Хорватія   | 45                       | 2001      | [ 17 ]  |
| Молдова    | 9                        | 2019      | [ 18 ]  |

## Галерея

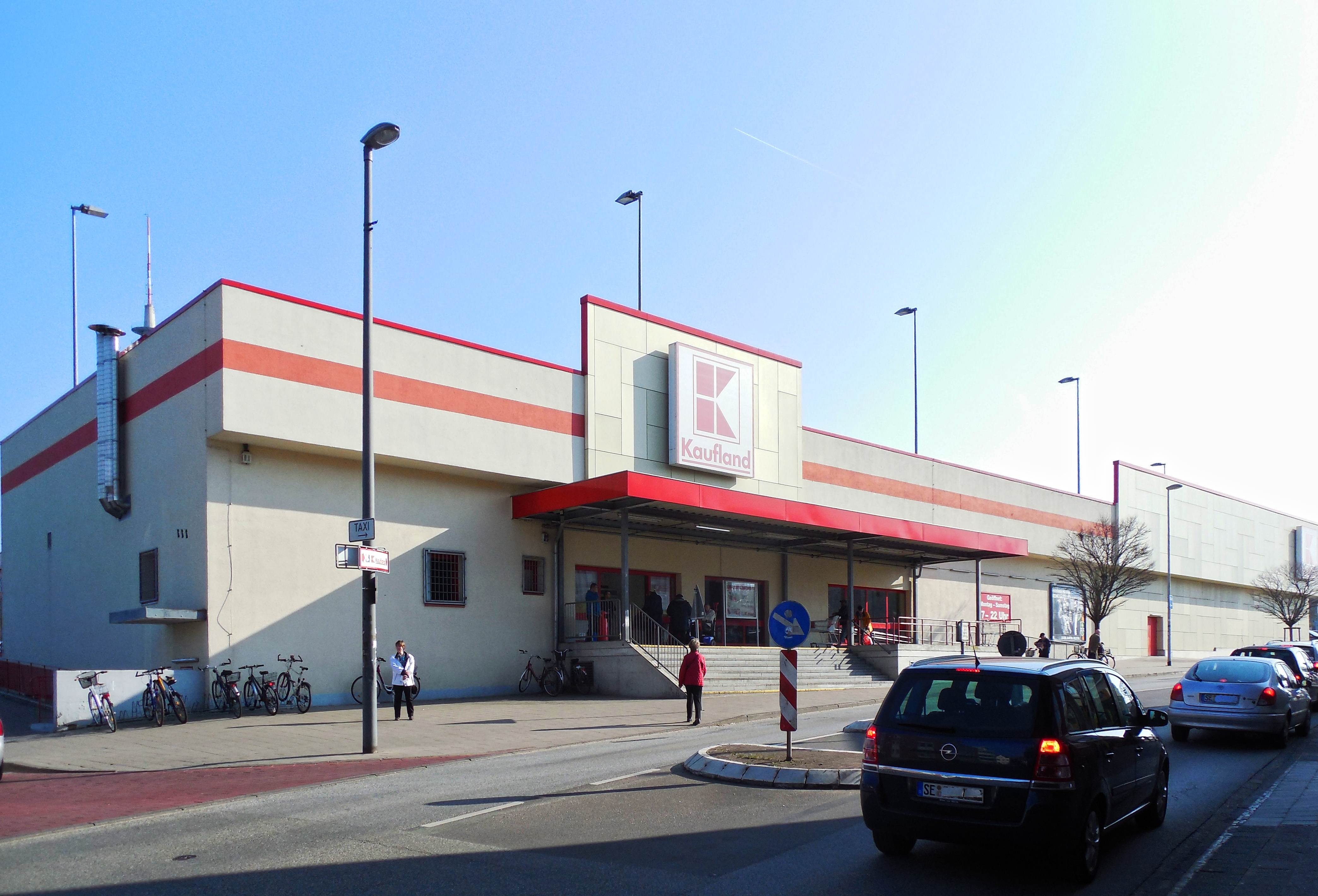
Магазин у Бад-Зегеберзі, Німеччина.
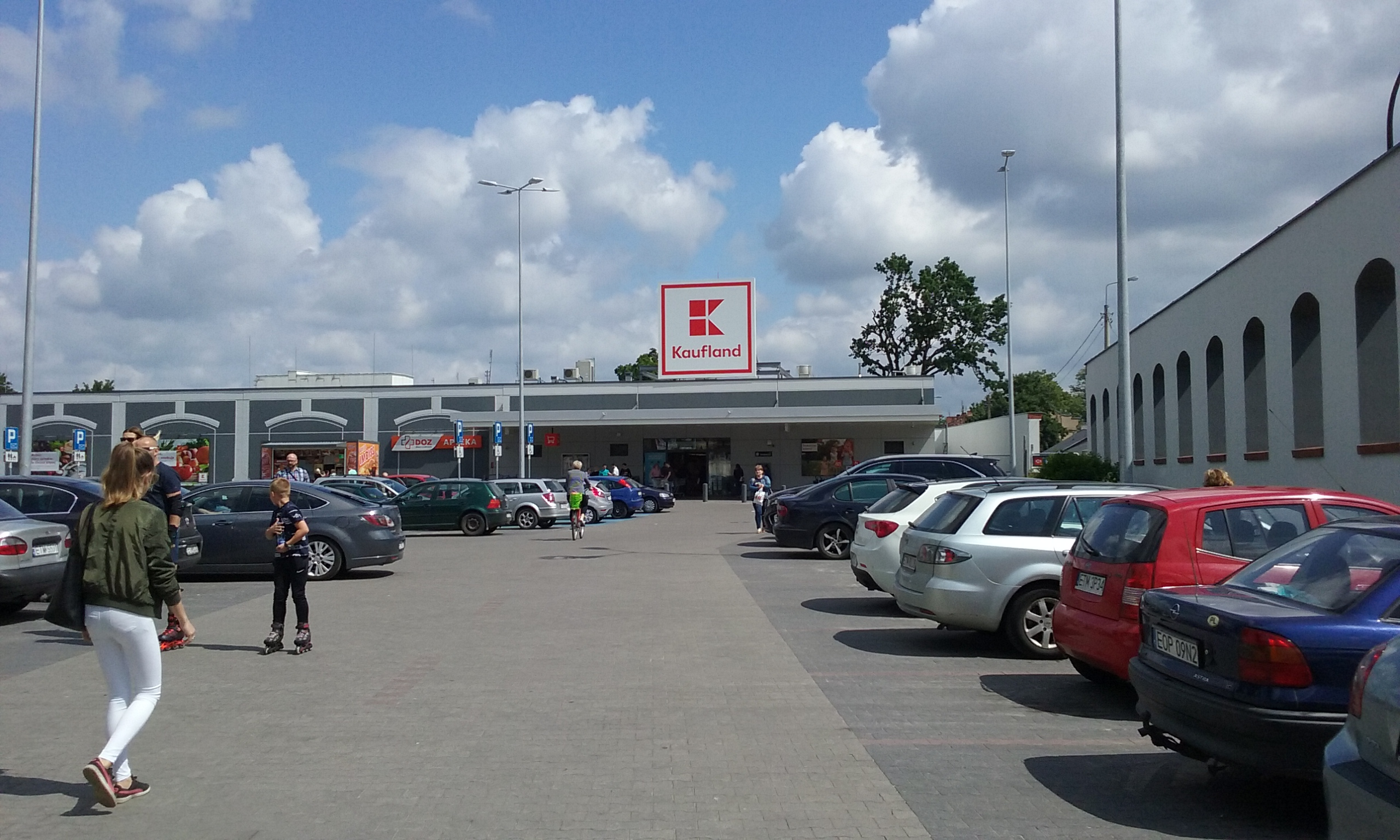
Магазин у Томашуві-Мазовецькому, Польща.
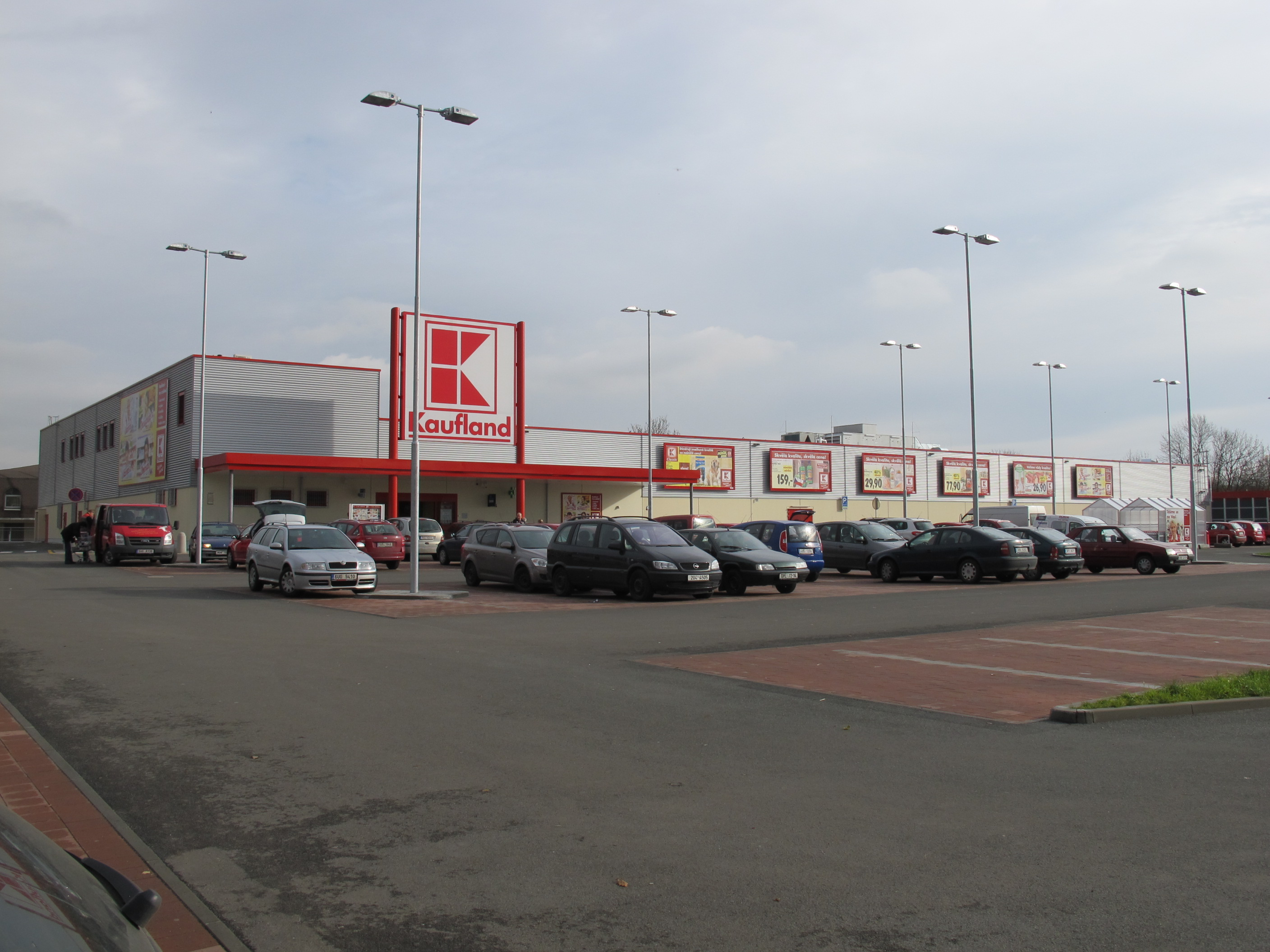
Магазин у Литвинові, Чехія.
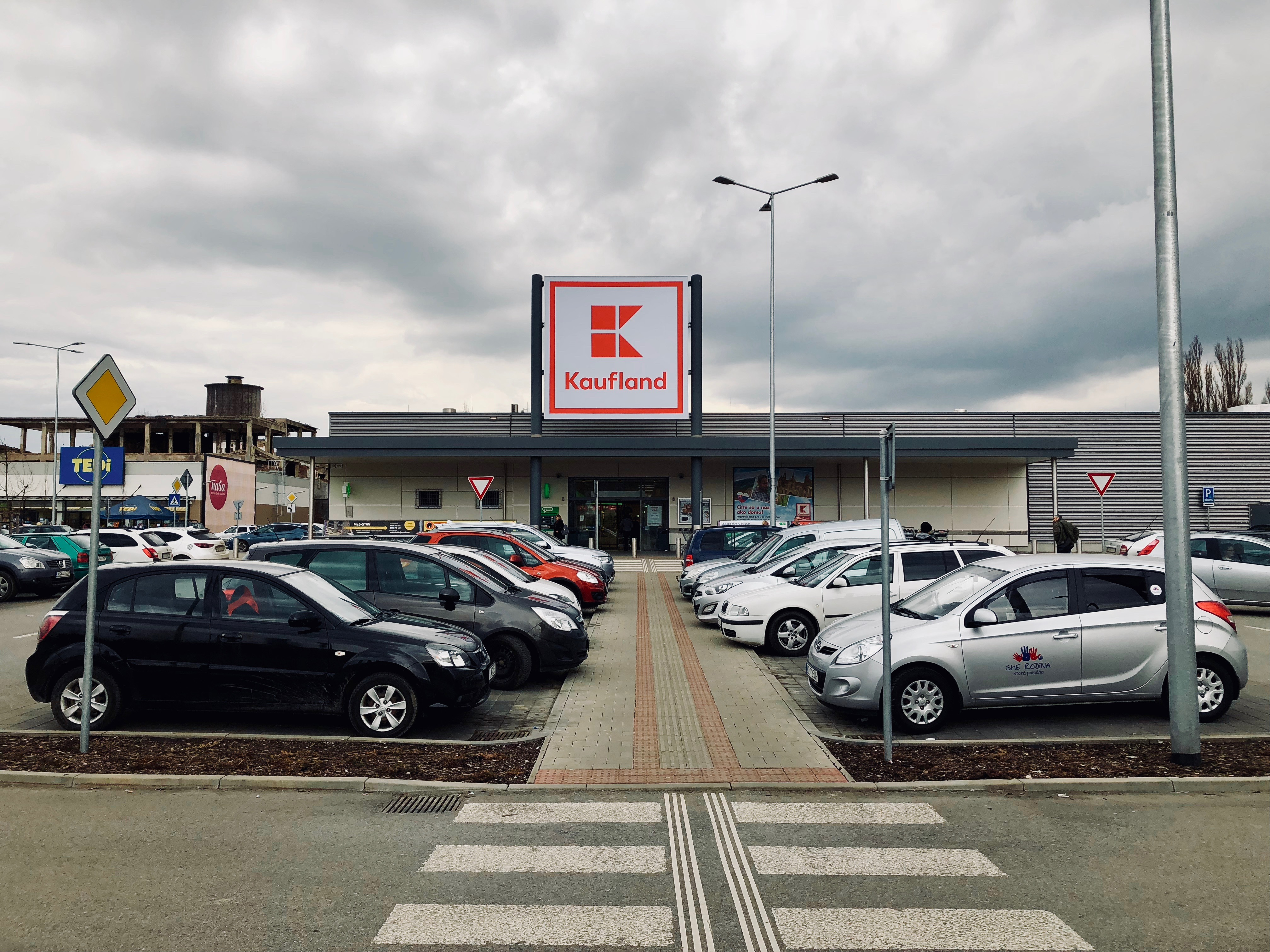
Магазин у Кошицях, Словаччина.
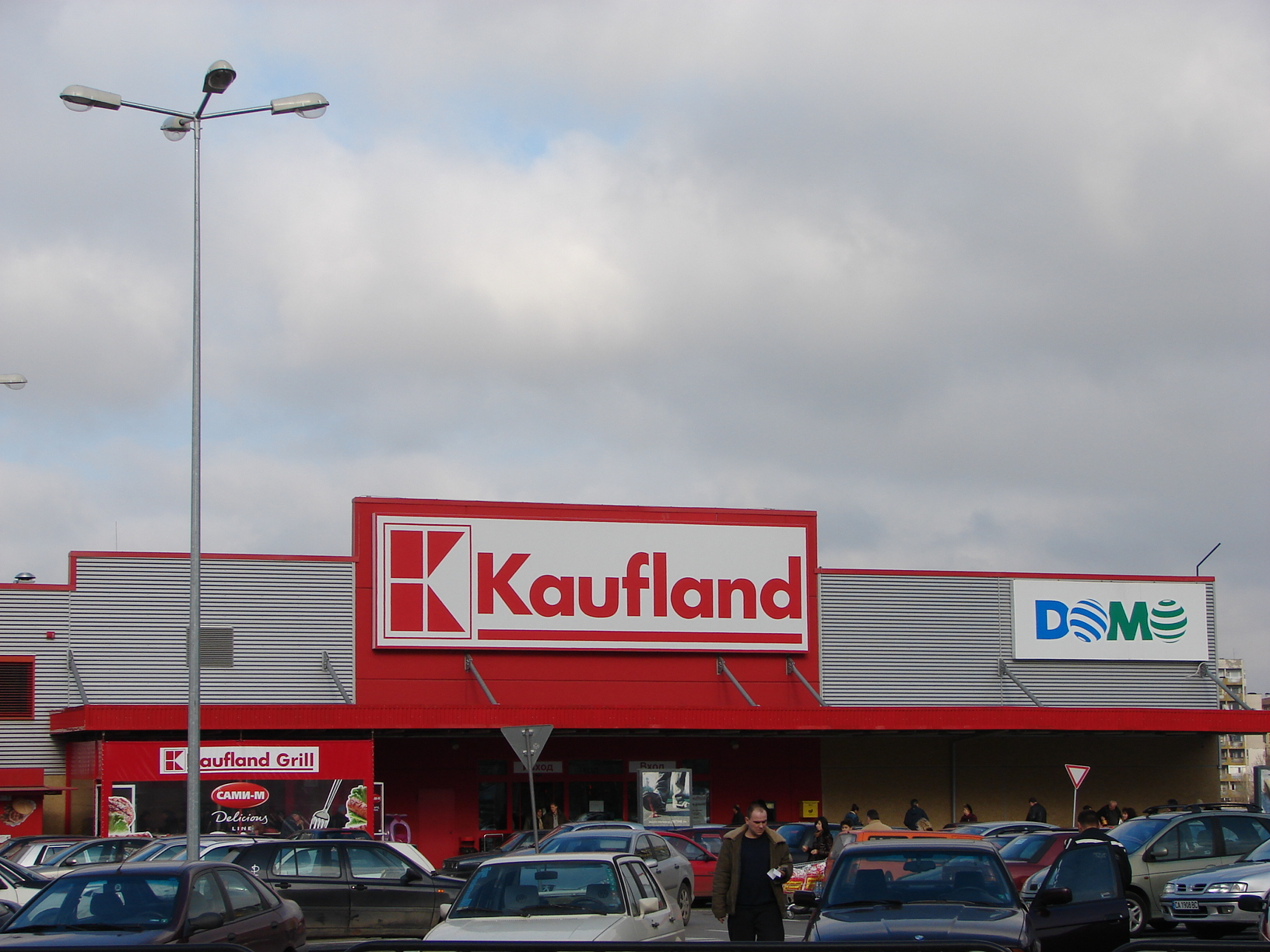
Магазин у Софії, Болгарія.
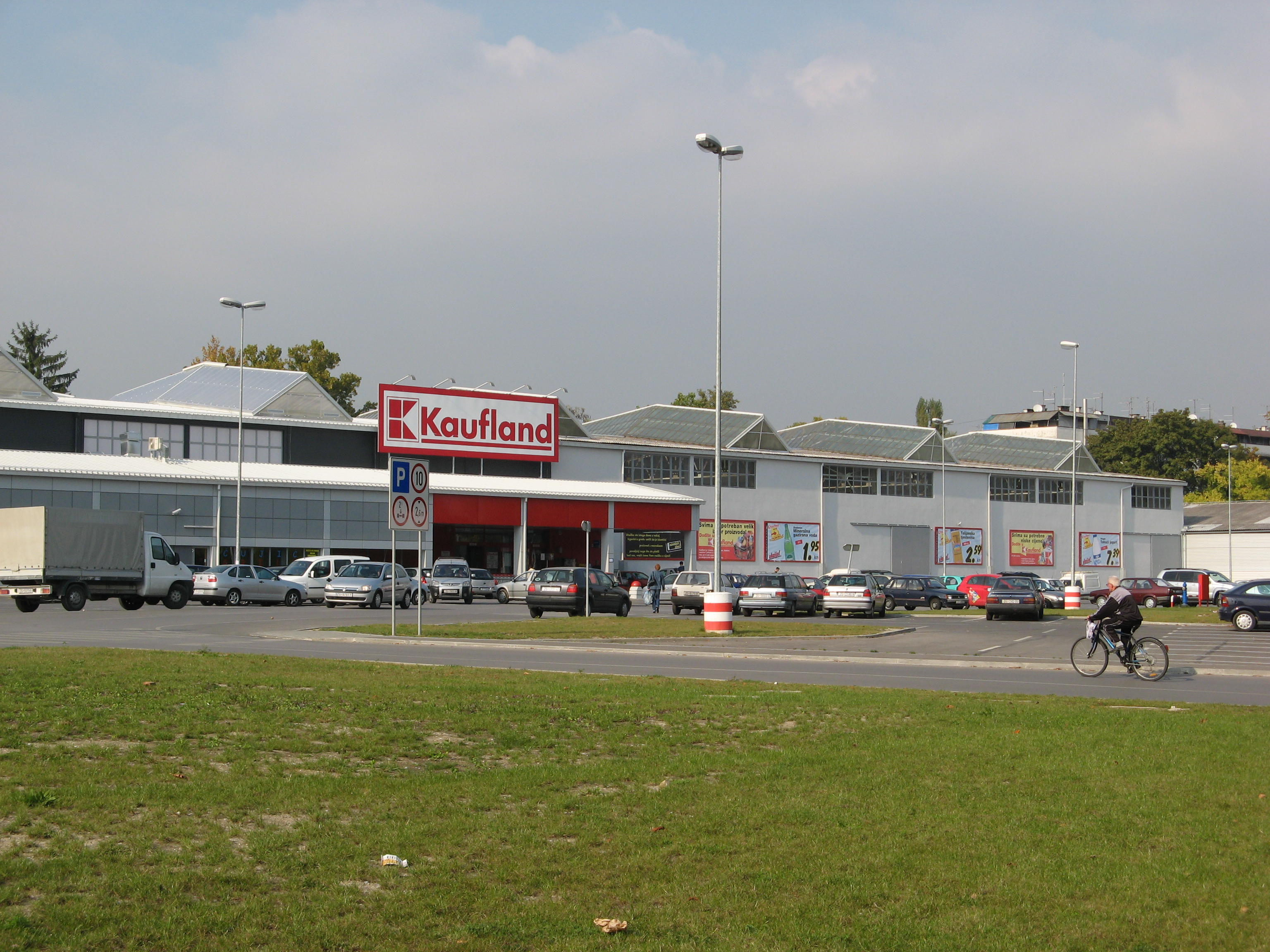
Магазин у Загребі, Хорватія.